# Comtat dels Estats Units

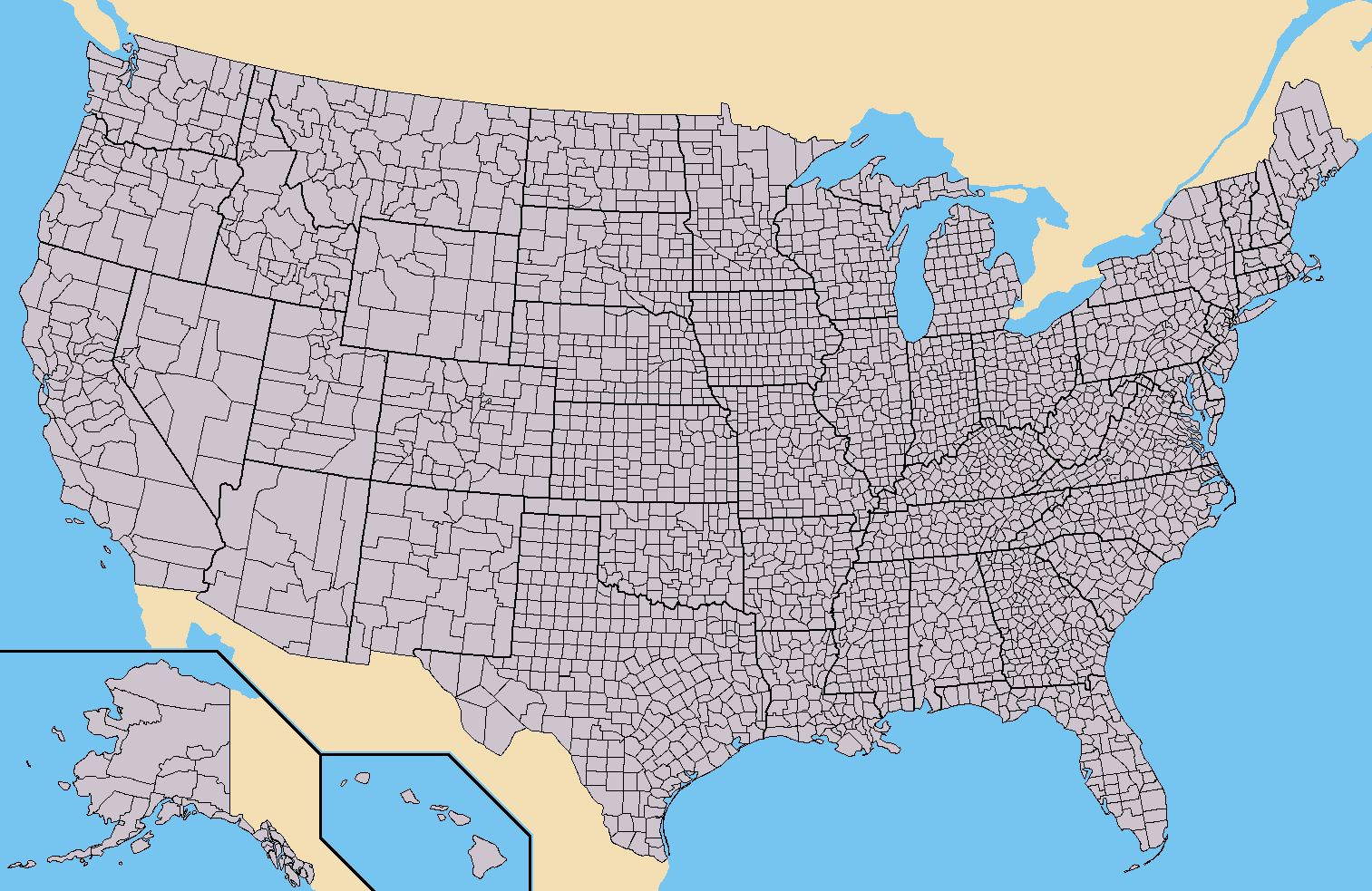
Mapa dels Estats Units amb les divisions administratives de tercer nivell, els comtats, les parròquies de Louisiana i els municipis d'Alaska.

Als Estats Units d'Amèrica, els comtats (counties) són un nivell d'administració governamental i polític local inferior a l'estat o als territoris federals. Quaranta-vuit dels cinquanta estats dels Estats Units se subdivivideixen en comtats; les excepcions en són Louisiana, que se subdivideix en parròquies i Alaska, que se subdivideix en boroughs (municipis) i àrees censals. Totes tres, els comtats, les parròquies i els municipis són subdivisions administratives de tercer-nivell. En total, n'hi ha, de divisions de tercer nivell, 3.141, una mitjana de 62 per estat. En la majoria dels estats del nord-oest i l'Oest Mitjà, els comtats se subdivideixen al seu torn, en municipalitats autònomes. La seu del govern dels comtats és la capçalera comtal. El poder del govern dels comtats varia segons els estats, així com la relació entre aquests i les municipalitats o les ciutats que els integren, i es defineixen a les constitucions de cadascun dels estats.
El comtat més poblat dels Estats Units és el Comtat de Los Angeles, a Califòrnia, amb 9,8 milions d'habitants i on es troba la ciutat de Los Angeles. Aquest comtat, de fet, és més poblat que no pas quaranta-dos estats nord-americans. El comtat menys poblat és el Comtat de Loving, a Texas, amb 48 habitants.

## Història
La idea dels comtats es va originar amb els comtats anglesos. Els colons procedents d'Anglaterra (després de 1707, britànics) van portar a les colònies d'Amèrica del Nord una subdivisió política que ja utilitzaven a la metròpoli britànica: els comtats. Els comtats van ser de les primeres unitats de govern local establertes a les Tretze Colònies que es convertirien en els Estats Units d'Amèrica. La Colònia de Virgínia va crear els primers comtats per alleugerir la càrrega de treball administrativa a Jamestown. La Cambra dels Ciutadans o House of Burgesses va dividir la colònia primer en quatre "incorporacions" el 1617 i finalment en vuit comtats (o shires) el 1634: James City, Henrico, Charles City, Charles River, Warrosquyoake, Accomac, Elizabeth City i Warwick River. Els registres judicials del comtat intactes més antics d'Amèrica es poden trobar a Eastville, Virgínia, al comtat de Northampton (originalment Accomac), que daten del 1632. La província de Maryland va establir el seu primer comtat, St. Mary's, el 1637. El 1639, la província de Maine va fundar el comtat de York. La Colònia de la Badia de Massachusetts va seguir-la el 1643. La província de Pennsilvània i la de Nova York van delegar un poder i una responsabilitat importants del govern de la colònia als governs dels comtats i, per tant, van establir un patró per a la major part dels Estats Units, tot i que els comtats van romandre relativament febles a Nova Anglaterra.
Quan va arribar la independència, els redactors de la Constitució van deixar l'assumpte als estats. Posteriorment, les constitucions estatals van conceptualitzar els governs dels comtats com a branques de l'estat. Louisiana, en canvi, va adoptar les divisions locals anomenades parròquies que dataven tant del període colonial espanyol com del colonial francès. Al segle xx, el paper dels governs locals es va enfortir i els comtats van començar a proporcionar més serveis, adquirint autonomia i les comissions de comtat per aprovar ordenances locals relatives a les seves àrees no incorporades. El 1955, els delegats de la Convenció Constitucional d'Alaska volien evitar el sistema de comtats tradicional i van adoptar el seu propi model únic amb diferents tipus de municipis que diferien en poder i funcions.
En alguns estats, aquests poders es deleguen parcialment o majoritàriament a les divisions més petites dels comtats, normalment anomenades municipis, tot i que a Nova York, Nova Anglaterra i Wisconsin s'anomenen "towns" (pobles). El comtat té la potestad de poder anul·lar o no els seus municipis en determinats assumptes, depenent de la llei estatal.
El comtat més nou dels Estats Units és la ciutat i comtat de Broomfield, a l'estat de Colorado, establert el 2001 com a ciutat-comtat consolidat, que anteriorment formava part de quatre comtats diferents. Els equivalents de comtat més nous són les àrees censals d'Alaska de Chugach i Copper River, ambdues establertes el 2019, i els boroughs d'Alaska de Petersburg, establert el 2013, Wrangell, establert el 2008, i Skagway, establert el 2007.

## Estadístiques
El 2024 hi ha uns 2.999 comtats, 64 parròquies a Louisiana, 19 districtes organitzats i 11 àrees censals a Alaska, 9 consells de govern a Connecticut, 41 ciutats independents i el districte de Columbia per un total de 3.144 comtats i equivalents de comtats als  50 estats més el districte de Columbia que formen la Unió. Hi ha 100 equivalents de comtat addicionals als territoris dels Estats Units. El nombre de comtats és molt dispar, anant des dels tres comtats de Delaware fins als 254 comtats de Texas.
Els estats del sud i de l'Oest Mitjà generalment tendeixen a tenir més comtats que els estats de l'oest o del nord-est, ja que molts estats del nord-est no són prou grans en superfície per justificar un gran nombre de comtats, i molts estats de l'oest estaven escassament poblats quan els comtats van ser creats per les seves respectives legislatures estatals. Els cinc comtats de Rhode Island i vuit dels 14 comtats de Massachusetts ja no tenen governs de comtat funcionals, però continuen existint com a entitats legals i censals. Connecticut va abolir els governs de comtat el 1960, deixant els seus vuit comtats com a meres entitats legals i censals. El 2022, l'Oficina del Cens dels Estats Units va reconèixer els nou Consells de Govern de l'estat com a substitut dels vuit comtats heretats de l'estat a tots els efectes estadístics; la implementació completa es va completar el 2024.
| Estat, districte federal o territori                                | Nombre de comtats o equivalent | Superfície                                  | Superfície                       | Població                            | Població             |
| Estat, districte federal o territori                                | Nombre de comtats o equivalent | Més extens                                  | Menys extens                     | Més poblat                          | Menys poblat         |
| ------------------------------------------------------------------- | ------------------------------ | ------------------------------------------- | -------------------------------- | ----------------------------------- | -------------------- |
| Alabama                                                             | 67                             | 4.118 km² (Baldwin)                         | 1.386 km² (Etowah)               | 664.744 (Jefferson)                 | 7.127 (Greene)       |
| Alaska                                                              | 30                             | 828.413 km² (Districte no organitzat)       | 1.124 km² (Skagway)              | 289.600 (Anchorage)                 | 690 (Yakutat)        |
| Arizona                                                             | 15                             | 48.332 km² (Coconino)                       | 3.206 km² (Santa Cruz)           | 4.673.096 (Maricopa)                | 9.410 (Greenlee)     |
| Arkansas                                                            | 75                             | 2.733 km² (Union)                           | 1.412 km² (Lafayette)            | 401.209 (Pulaski)                   | 4.690 (Calhoun)      |
| Califòrnia                                                          | 58                             | 51.960 km² (San Bernardino)                 | 122 km² (San Francisco)          | 9.757.179 (Los Angeles)             | 1.099 (Alpine)       |
| Carolina del Nord                                                   | 100                            | 3.990 km² (Dare)                            | 570 km² (Clay)                   | 1.232.444 (Wake)                    | 3.517 (Tyrrell)      |
| Carolina del Sud                                                    | 46                             | 3.520 km² (Charleston)                      | 1.020 km² (Calhoun)              | 525.534 (Greenville)                | 7.551 (Allendale)    |
| Colorado                                                            | 64                             | 12.363 km² (Las Animas)                     | 87 km² (Broomfield)              | 752.772 (El Paso)                   | 705 (San Juan)       |
| Connecticut                                                         | 9                              | 2.383 km² (Litchfield)                      | 956 km² (Middlesex)              | 959.768 (Fairfield)                 | 116.418 (Windham)    |
| Dakota del Nord                                                     | 53                             | 7.100 km² (McKenzie)                        | 1.640 km² (Eddy)                 | 200.945 (Cass)                      | 706 (Slope)          |
| Dakota del Sud                                                      | 66                             | 8.990 km² (Meade)                           | 1.070 km² (Clay)                 | 208.639 (Minnehaha)                 | 874 (Jones)          |
| Delaware                                                            | 3                              | 3.098 km² (Sussex)                          | 1.279 km² (New Castle)           | 588.093 (New Castle)                | 192.690 (Kent)       |
| Districte de Colúmbia                                               | 1                              | 158 km²                                     | -                                | 702.250                             | -                    |
| Florida                                                             | 67                             | 5.268 km² (Palm Beach)                      | 622 km² (Union)                  | 2.838.461 (Miami-Dade)              | 7.955 (Liberty)      |
| Geòrgia                                                             | 159                            | 2,339 km² (Ware)                            | 313 km² (Clarke)                 | 1.090.354 (Fulton)                  | 1.620 (Taliaferro)   |
| Hawaii                                                              | 5                              | 10.432 km² (Hawaii)                         | 13 km² (Kalawaogway)             | 998.747 (Honolulu)                  | 81 (Kalawao)         |
| Idaho                                                               | 44                             | 21.980 km² (Idaho)                          | 1.060 km² (Payette)              | 535.799 (Ada)                       | 794 (Clark)          |
| Illinois                                                            | 102                            | 3.070 km² (McLean)                          | 450 km² (Putnam)                 | 5.182.617 (Cook)                    | 3.550 (Hardin)       |
| Indiana                                                             | 92                             | 1.700 km² (Allen)                           | 220 km² (Ohio)                   | 981.628 (Marion)                    | 5.996 (Ohio)         |
| Iowa\|                                                              | 99                             | 2.520 km² (Kossuth)                         | 990 km² (Dickinson)              | 516.185 (Polk)                      | 3.606 (Adams)        |
| Kansas                                                              | 105                            | 3.700 km² (Butler)                          | 390 km² (Wyandotte)              | 632.276 (Johnson)                   | 1.152 (Greeley)      |
| Kentucky                                                            | 120                            | 2.040 km² (Pike)                            | 260 km² (Robertson)              | 793.881 (Jefferson)                 | 2.382 (Robertson)    |
| Louisiana                                                           | 64                             | 6.290 km² (Plaquemines)                     | 530 km² (West Baton Rouge)       | 453.022 (East Baton Rouge)          | 3.844 (Tensas)       |
| Maine                                                               | 16                             | 17.690 km² (Aroostook)                      | 960 km² (Sagadahoc)              | 313.809 (Cumberland)                | 17.432 (Piscataquis) |
| Maryland                                                            | 24                             | 2.550 km² (Dorchester)                      | 660 km² (Howard)                 | 1.082.273 (Montgomery)              | 19.557 (Kent)        |
| Massachusetts                                                       | 14                             | 3.920 km² (Worcester)                       | 120 km² (Nantucket)              | 1.668.956 (Middlesex)               | 14.670 (Nantucket)   |
| Michigan                                                            | 83                             | 15.450 km² (Keweenaw)                       | 1.320 km² (Cass)                 | 1.771.063 (Anchorage)               | 2.161 (Keweenaw)     |
| Minnesota                                                           | 87                             | 16.123 km² (St. Louis)                      | 403 km² (Ramsey)                 | 1.273.334 (Hennepin)                | 3.134 (Traverse)     |
| Mississippi                                                         | 82                             | 2.419 km² (Yazoo)                           | 1.039 km² (Alcorn)               | 213.730 (Harrison)                  | 1.295 (Issaquena)    |
| Missouri                                                            | 115                            | 3.050 km² (Texas)                           | 690 km² (Worth)                  | 992.929 (Saint Louis)               | 1.872 (Worth)        |
| Montana                                                             | 56                             | 14.360 km² (Beaverhead)                     | 1.860 km² (Silver Bow)           | 171.583 (Yellowstone)               | 525 (Petroleum)      |
| Nebraska                                                            | 93                             | 15.440 km² (Cherry)                         | 620 km² (Sarpy)                  | 601.158 (Douglas)                   | 376 (McPherson)      |
| Nevada                                                              | 17                             | 47.000 km² (Nye)                            | 680 km² (Storey)                 | 2.398.871 (Clark)                   | 407 (Carson City)    |
| Nou Hampshire                                                       | 10                             | 4.660 km² (Coös)                            | 960 km² (Strafford)              | 430.462 (Hillsborough)              | 31.094 (Coös)        |
| Nova Jersey                                                         | 21                             | 2.080 km² (Burlington)                      | 120 km² (Hudson)                 | 978.641 (Bergen)                    | 65.874 (Salem)       |
| Nou Mèxic                                                           | 33                             | 17.940 km² (Catron)                         | 280 km² (Los Alamos)             | 671.747 (Bernalillo County)         | 635 (Harding)        |
| Nova York                                                           | 62                             | 7.310 km² (Comtat de Saint Lawrence)        | 87,5 km² (Nova York)             | 2.617.631 (Kings)                   | 5.082 (Hamilton)     |
| Ohio                                                                | 88                             | 1.819 km² (Ashtabula)                       | 591 km² (Lake)                   | 1.356.303 (Franklin)                | 12.545 (Vinton)      |
| Oklahoma                                                            | 77                             | 5.830 km² (Osage)                           | 960 km² (Marshall)               | 816.490 (Oklahoma)                  | 2.133 (Cimarron)     |
| Oregon                                                              | 36                             | 26.250 km² (Harney)                         | 1.130 km² (Multnomah)            | 795.897 (Multnomah)                 | 1.456 (Wheeler)      |
| Pennsilvània                                                        | 67                             | 3.220 km² (Lycoming)                        | 340 km² (Montour)                | 1.573.916 (Philadelphia)            | 4.348 (Cameron)      |
| Rhode Island                                                        | 5                              | 1.060 km² (Providence)                      | 62 km² (Bristol)                 | 675.912 (Providence)                | 50.145 (Bristol)     |
| Tennessee                                                           | 95                             | 1.960 km² (Shelby)                          | 300 km² (Trousdale)              | 910.530 (Shelby)                    | 5.108 (Pickett)      |
| Texas                                                               | 254                            | 16.040 km² (Brewster)                       | 390 km² (Rockwall)               | 5.009.302 (Harris)                  | 48 (Loving)          |
| Utah                                                                | 29                             | 20.300 km² (San Juan)                       | 770 km² (Davis)                  | 1.216.274 (Salt Lake)               | 956 (Daggett)        |
| Vermont                                                             | 14                             | 2.510 km² (Windsor)                         | 210 km² (Grand Isle)             | 170.851 (Chittenden)                | 6.037 (Essex)        |
| Virgínia                                                            | 133                            | 2.530 km² (Pittsylvania)                    | 5,2 km² (Falls Church)           | 1.160.925 (Fairfax)                 | 2.348 (Highland)     |
| Virgínia Occidental                                                 | 55                             | 2.700 km² (Randolph)                        | 210 km² (Hancock)                | 173.906 (Kanawha)                   | 4.924 (Wirt)         |
| Washington                                                          | 39                             | 13.640 km² (Okanogan)                       | 450 km² (San Juan)               | 2.340.211 (King)                    | 2.404 (Garfield)     |
| Wisconsin                                                           | 72                             | 4.001 km² (Marathon)                        | 600 km² (Pepin)                  | 924.740 (Milwaukee)                 | 4.286 (Menominee)    |
| Wyoming                                                             | 23                             | 27.000 km² (Sweetwater)                     | 5.190 km² (Hot Springs)          | 101.783 (Laramie)                   | 2.301 (Niobrara)     |
| Estats Units d'Amèrica (els 50 estats més el Districte de Colúmbia) | 3.144                          | 828.413 km² (Borough no organitzat, Alaska) | 5,2 km² (Falls Church, Virgínia) | 9.757.179 (Los Angeles, Califòrnia) | 48 (Loving, Texas)   |
| Guam                                                                | 1                              | 540 km²                                     | -                                | 162.742                             | -                    |
| Illes Mariannes Septentrionals                                      | 4 Northern Islands,            | 154,75 km² (Northern Islands)               | 85 km² (Rota)                    | 43.385 (Saipan)                     | 7 (Northern Islands) |
| Illes d'Ultramar Menors dels Estats Units                           | 9                              | 7,1 km² (Wake)                              | 0,012 km² (Escull Kingman)       | -                                   | -                    |
| Illes Verges Nord-americanes                                        | 3                              | 215,8 km² (Saint Croix)                     | 51 km² (Saint John)              | 42.261 (Illa de Saint Thomas)       | 3.881 (Saint John)   |
| Puerto Rico                                                         | 78                             | 326,2 km² (Arecibo)                         | 12,5 km² (Cataño)                | 395.326 (San Juan)                  | 1.818 (Culebra)      |
| Samoa Nord-americana                                                | 15                             | 23,88 km² (Tuālāuta)                        | 5,16 km² (Fofo)                  | 22.827 (Tuālāuta)                   | 104 (Faleāsao)       |